# Diocesi di Ebron
La diocesi di Ebron (in latino Dioecesis Hebronensis) è una sede titolare della Chiesa cattolica; nel medioevo fu sede episcopale durante il periodo delle crociate.

## Storia
Eusebio nel IV secolo definisce Ebron semplicemente come un grande villaggio.
Qui è sita la tomba dei Patriarchi, menzionata da Flavio Giuseppe, Eusebio e nel 333 dal Pellegrino di Bordeaux.
All'epoca della conquista araba nel 637 Hebron fu scelta come una delle quattro città sante dell'Islam.
La prima Crociata prese la città nel 1100 ed il santuario divenne la chiesa di Sant'Abramo, chiamata anche chiesa della Grotta Santa (Sancta Caverna o Spelunca, ’ágion spelaîon). La città stessa è spesso designata, dai cronachisti di questo periodo, come Castello di Sant'Abramo, Præsidium o Castellum ad Sanctum Abraham. Un priorato dell'ordine di Sant'Agostino fu istituito per farsi carico della basilica.
Nel 1167 Ebron divenne sede episcopale cattolica, direttamente sottoposta al patriarcato latino di Gerusalemme; il primo vescovo fu Rainaldus (1167-1170), nipote del patriarca Fulcherio.
Una lettera di papa Clemente IV datata 1º giugno 1267, ordinò al patriarca di Gerusalemme di assegnare un prete alla chiesa di Ebron.
Dopo Goffredo (1273-1283), i vescovi di Ebron furono solo titolari ed una grande confusione esiste nelle loro liste.
Come sede vescovile Ebron godette di una breve esistenza; tuttavia essa sopravvisse al trionfo di Saladino nel 1187 ed al saccheggio dei Corasmi nel 1244. Saladino, dopo la vittoria ad Hattin del 4 luglio 1187 e quella ad Ascalona del 5 settembre, si affrettò, prima di marciare su Gerusalemme, ad occupare Ebron ed associare il santuario di Abramo con il culto islamico. I Corasmi distrussero la città ma non toccarono il santuario.
I greci ortodossi, dopo la partenza dei Latini, conservarono per qualche un tempo un vescovo residente ad Ebron. Le Quien menziona uno di questi vescovi, Joannikios, il cui nome appare con quello di Christodoulos di Gaza negli atti del Concilio di Gerusalemme del 1672 con il titolo di: Joannikios, santissimo arcivescovo della Grotta Santa (Ioannikíou toû theophilestátou 'archiepiskópou toû ‘agíon spelaíon).
Dal XIV secolo Ebron è annoverata tra le sedi vescovili titolari della Chiesa cattolica; la sede è vacante dal 15 settembre 1968.

## Cronotassi

### Vescovi latini
- Rainaldo † (1167 - 1170)[5]
- Bartolomeo, O.Cist. † (17 marzo 1249 - dopo l'8 settembre 1257)
- Pietro † (13 gennaio 1263[13] - prima del 1º giugno 1267)
- Goffredo, O.P. † (1273 - 1283)[14]

### Vescovi titolari
- Everardo † (? deceduto)
- Giovanni Antonio, O.Cist. † (30 maggio 1351 - ?)
- Nicola † (prima del 17 ottobre 1355 - 1357)
- Rodolphe de Gruyère, O.F.M. † (1440 - 9 febbraio 1447 deceduto)[15]
- Alvaro, O.F.M. † (27 novembre 1457 - ?)
- André de Malvenda, O.F.M. † (1456 - 13 marzo 1469 deceduto)[16][17]
- Mamert Fichet † (1469 - dopo il 1473)[18]
- Giacomo Monsane † (10 maggio 1475 - ?)
- Giovanni Cafurio † (16 dicembre 1500 - ?)
- Nicolas de la Couture, O.F.M. † (1503 - 11 febbraio 1517 deceduto)[19][20]
- Jacobus de Ridder, O.P. † (1503 - 6 maggio 1529 deceduto)[21]
- Pietro † (23 maggio 1509 - ?)
- Jean Geneva Gibellensis, O.P. † (1510 - ?)
- Tommaso † (1512 - ?)
- Pierre Ravelli † (7 aprile 1514 - 25 maggio 1549 deceduto[22])
- Nicolas Lagreve, O.Praem. † (4 novembre 1517 - 1540 deceduto[20]
- Martino † (? deceduto)[23]
- Antoine Bienvenu, O.Carm. † (17 maggio 1521 - 1523 deceduto)
- Jean Masson, O.Carm. † (6 luglio 1523 - 1548 deceduto)
- Jean Jolici, O.P. † (24 agosto 1524 - dopo il 1543)[24]
- Laurent Hertoghe, O.Carm. † (12 gennaio 1530 - circa 1538 deceduto)
- Pierre Meynard, O.F.M. † (13 marzo 1532 - dopo il 1553)
- Bonaventura Engelbertz van Oldenzeel † (30 ottobre 1538 - ? deceduto)
- Johannes Adriaansz van Bommel, O.Carm. † (16 aprile 1540 - 1º marzo 1542 nominato episcopus Basilitanus[25][26])
- Jacques Le Doux, O.S.B. † (30 marzo 1541 - 19 maggio 1582[27] deceduto)
- Nicolaas van Nieuwland † (6 luglio 1541 - 10 marzo 1561 nominato vescovo di Haarlem)
- Barthélemy Bodin † (25 febbraio 1549 - ?)
- Hilarius Chervi, O.F.M. † (6 aprile 1554 - ?)
- Jean Péron (o Peyron), O.P. † (21 giugno 1557 - dopo il 1566)
- Joachim van Oprode † (20 giugno 1571 - 2 luglio 1576 deceduto)
- Nicola Grana † (15 dicembre 1578 - ?)
- Giacomo Rovellio † (20 maggio 1580 - 9 aprile 1584 succeduto vescovo di Feltre)
- Ascanio Parisi † (2 agosto 1599 - 24 aprile 1600 succeduto vescovo di Marsico Nuovo)
- Friedrich Förner † (3 settembre 1612 - 5 dicembre 1630 deceduto)
- Carlo Augusto di Sales † (19 dicembre 1644 - 3 novembre 1645 succeduto vescovo di Ginevra)
- Mattia Ripa † (7 febbraio 1729 - 25 gennaio 1733 deceduto)
- Samuel Głowiński † (2 dicembre 1733 - 14 settembre 1776 deceduto)
- Jan Ignacy Dłuski † (1º giugno 1778 - dopo il 1807)
- Franz Arnold Melchers † (21 novembre 1836 - 18 febbraio 1851 deceduto)
- Lajos Haynald † (15 marzo 1852 - 15 ottobre 1852 succeduto vescovo di Transilvania)
- Gaetano Pace-Forno, O.S.A. † (25 settembre 1857 - 4 dicembre 1857 succeduto vescovo di Malta)
- Bernhard Bogedain † (21 dicembre 1857 - 17 ottobre 1860 deceduto)
- Gaspard Mermillod † (22 settembre 1864 - 15 marzo 1883 nominato vescovo di Losanna e Ginevra)
- Michel Petkoff † (10 aprile 1883 - 27 maggio 1921 deceduto)
- Giordano Corsini † (7 marzo 1922 - 23 maggio 1923 nominato vescovo di Guastalla)
- Alexander MacDonald † (6 giugno 1923 - 24 febbraio 1941 deceduto)
- Pedro Massa, S.D.B. † (5 aprile 1941 - 15 settembre 1968 deceduto)